# Кориа, Федерико
Федерико Кориа (исп. Federico Coria; род. 9 марта 1992, Росарио, Аргентина) — аргентинский профессиональный теннисист.

## Общая биография
Отец — Оскар по теннисный тренер; мать — Грасьела. Брат — Гильермо, который старше Федерико на десять лет, известный теннисист, бывшая третья ракетка мира. Также есть младший брат — Роман.
Начал играть в теннис в пять лет. Любимое покрытие — грунт; любимый турнир — Буэнос-Айрес. Кумиром в мире тенниса в детстве был старший брат, за матчами которого он следил по телевизору.
Имеет прозвище от своего имени — Феде (исп. Fede).

## Спортивная карьера
Среди юниоров Кориа выходил в основную сетку как в одиночном, так и в парном разряде на Уимблдоне в 2010 году. Его лучшим местом в мировом рейтинге юниоров было 55-е место.
В 2009 году Кориа дебютировал на турнирах серии «фьючерс», сумев выйти в несколько полуфиналов и финалов. В последующие годы он продолжал подниматься в мировом рейтинге благодаря успехам на «фьючерсах» и в конечном итоге впервые попал в основную сетку турнира в Кали более крупной серии «челленджер».
После неудач в 2015 году он сумел завоевать свой первый титул на «челленджерах» в 2016 году. Вместе со своим соотечественником Томасом Липовсеком Пучесом он выиграл парный разряд в Кампинасе, победив в двух сетах Серхио Гальдоса и Максимо Гонсалеса. В 2017 году он стартовал в квалификации на Уимблдоне и Открытом чемпионате США, но оба раза проигрывал своему первому сопернику.
Его дебют в мировом туре ATP состоялся в мае 2018 года в Лионе. Он вышел в основную сетку как лаки-лузер, неожиданно в первом раунде победил Николаса Кикера в трех сетах. В июне Кориа был дисквалифицирован на восемь месяцев за нарушение теннисной антикоррупционной программы и оштрафован на 10 000 долларов с отсрочкой на шесть месяцев. На турнире «фьючерсе» в 2015 году ему предложили гонорар, если он уступит сет. Хотя он не принял деньги, но и не сообщил об инциденте. По истечении двухмесячной дисквалификации, он вернулся и уже в августе выиграл свой девятый титул в одиночном разряде в рамках серии «фьючерс».
В 2020 году Кориа дошёл до третьего раунда Открытого чемпионата Франции, начав с побед над Джейсоном Юнгом и Бенуа Пэром, проиграл Яннику Синнеру. В 2021 году он впервые в своей карьере стал полуфиналистом турнира ATP 250 в Кордове (Аргентина). Выиграл «челленджер» в Простеёве  2021 года, победив в финале Алекса Молчана со счетом 7-6, 6-3. Вышел в финал на «челленджерах» в Милане и Зальцбурге. В июле он вышел в свой первый финал ATP 250, уступив Касперу Рууду в Бостаде. Ему удалось пройти квалификацию на летние Олимпийские игры 2020 года в Токио. В Токио он проиграл в первом раунде Михаилу Кукушкину со счетом 7-6, 7-5.
В 2022 году он дошёл до четвертьфинала в Буэнос-Айресе, где проиграл Касперу Рууду. В апреле участвовал в полуфинале турнира ATP в Марракеше, где проиграл будущему чемпиону турнира Давиду Гоффину. На турнире в Лионе он победил Пабло Карреньо Бусту, занимавшего на тот момент 17-е место в рейтинге, что стало его самой значимой победой в карьере.
В феврале 2023 года в Кордове вышел в финал, где уступил соотечественнику Себастьяну Баэсу.

## Рейтинг на конец года
| Год  | Одиночный рейтинг | Парный рейтинг |
| 2022 | 75                |                |
| 2021 | 63                | 243            |
| 2020 | 91                | 355            |
| 2019 | 120               | 1 210          |
| 2018 | 279               | 644            |
| 2017 | 308               | 302            |
| 2016 | 249               | 362            |
| 2015 | 389               | 620            |
| 2014 | 353               | 548            |
| 2013 | 409               | 959            |
| 2012 | 540               | 650            |
| 2011 | 776               | 658            |
| 2010 | 1 016             | 831            |

## Выступления на турнирах

### Финалы турнировATPв одиночном разряде (2)

#### Поражения (2)
| Легенда                     |
| --------------------------- |
| Турниры Большого шлема (0*) |
| Итоговый турнир ATP (0)     |
| ATP Мастерс 1000 (0)        |
| АТР 500 (0)                 |
| АТР 250 (0)                 |

| Титулы по покрытиям | Титулы по месту проведения матчей турнира |
| ------------------- | ----------------------------------------- |
| Хард (0)            | Зал (0)                                   |
| Грунт (0)           | Зал (0)                                   |
| Трава (0)           | Открытый воздух (0)                       |
| Ковёр (0)           | Открытый воздух (0)                       |

* количество побед в одиночном разряде.
| №  | Дата            | Турнир             | Покрытие | Соперник в финале | Счёт        |
| 1. | 18 июля 2021    | Бостад, Швеция     | Грунт    | Каспер Рууд       | 3-6 3-6     |
| 2. | 12 февраля 2023 | Кордова, Аргентина | Грунт    | Себастьян Баэс    | 1-6 6-3 3-6 |